# Doublet (optique)
Pour les articles homonymes, voir Doublet.
En optique, un doublet est l'association de deux lentilles pour former un système optique. On le caractérise généralement  par la position des centres optiques des lentilles. Ce type d'association permet de modéliser et de comprendre le fonctionnement d'un très grand nombre d'instruments d'optique.

## Doublet accolé
On parle de doublet accolé lorsque les centres optiques des deux lentilles sont confondus. Dans ce cas la longueur focale f' du doublet est donnée, si on appelle f'1 et f'2 les longueurs focales des deux lentilles, par :
{\displaystyle {\frac {1}{f'}}={\frac {1}{f'_{1}}}+{\frac {1}{f'_{2}}}}, soit {\displaystyle f'={\frac {f'_{1}f'_{2}}{f'_{1}+f'_{2}}}}

## Formules
On appelle S1 et S2 les positions des centres optiques des lentilles et S1S2 la distance les séparant.
Le point B a pour image le point Bi , qui sert lui-même d'objet à la lentille 2, qui en fait une image finale Bi2
Les deux formules de base sont :
{\displaystyle {\frac {f_{o}}{x}}+{\frac {f_{i}}{x_{i}}}=1}
dite de Descartes, et celle donnant le grandissement
{\displaystyle \Gamma ={\frac {y_{i}}{y}}}
Elles peuvent s'écrire sous la forme :

{\displaystyle x_{i}={\frac {f_{i}\cdot x}{(x-f_{o})}}} et {\displaystyle y_{i}={\frac {f_{i}\cdot y}{(x-f_{o})}}} 
Ces formules permettent de construire l'image Bi par la détermination par le calcul  algébrique de ses coordonnées xi et yi à partir des coordonnées x et y  d'un point objet  B.

## Points principaux d'un doublet
Sur la figure ci-dessous, l'objet B est sur une droite parallèle à l'axe Ox (y est constant), qui coupe la première lentille en un point I. Son image B'1 est sur la droite IF'1.
B, O1 et B'1 sont alignés puisque les rayons passant par O1 ne sont pas déviés.
Le point B'1 sert alors d'objet à la deuxième lentille en utilisant les mêmes formules avec bien sûr en prenant comme origine l'abscisse O2 de la deuxième lentille ; l'image finale B'  se trouve sur la droite JF' 2s où J est l'intersection de IF' 1 avec la deuxième lentille.
B' 1, O2 et B' 2 sont alignés puisque les rayons passant par O2 ne sont pas déviés.
Reste à constater que le lieu de l'image finale B' 2 est une droite passant par F' , foyer image de l'ensemble, et que ce point F'  est l'image du foyer image F' 1 de la première lentille par la deuxième lentille, soit d'après la formule de Newton vérifiant :
F2F' 1 × F' 2F'  = ƒ2 × ƒ'2
Notons au passage que le foyer objet F du doublet a pour image par la première lentille le  foyer objet F2 de la deuxième lentille, ce qui s'écrit : 
F 1F × F' 1F2 = ƒ1 × ƒ'1
F1 foyer objet de la première lentille a pour image par l'ensemble du doublet le foyer image de la deuxième lentille F' 2 ; ceci s'écrit :
FF 1 × F'F' 2 = - ƒ1 · ƒ'1 · ƒ2 · ƒ'2 / (F' 1F2)2 =  ƒ1 · ƒ2 / F' 1F2 × ƒ' 1 · ƒ'2 / F2F' 1
C'est avec ces formules que l'on peut vérifier la position des  points dits cardinaux sur la figure ci-dessous.

## Figures géométriques
Ci-dessous une animation où en gris sont représentées les lentilles minces. 
L'animation montre, par la construction géométrique :
- en rouge : comment procéder pour trouver les foyers et plans principaux du doublet.
- puis en bleu : comment trouver l'image B' finale en trouvant d'abord B'1 produit par L1 et qui sert d'objet pour L2.

## Intérêt optique
Un doublet de lentilles est très souvent constitué de 2 lentilles de constringence différentes dans le but de réduire l'aberration chromatique. Un doublet permet aussi la réduction de l'aberration sphérique par rapport à une lentille simple. Enfin la correction des aberrations optiques est forcément meilleure que pour une lentille simple grâce à l'augmentation du nombre de dioptres.
On trouve des doublets de type collé ou décollé, les seconds ont l'avantage de posséder un dioptre supplémentaire pour la réduction des aberrations, mais sont moins résistants mécaniquement.
D'une manière générale, les doublets optiques présentent une bonne qualité près de l'axe mais présentent plus de défauts dans le champ.